# Реакция Эльбса
Реакция Эльбса — пиролитическая циклизация орто-метилбензофенона в конденсированные полиароматические соединения. Реакция названа в честь её открывателя, немецкого химика Карла Эльбса, также он открыл реакцию, сейчас называемую окислением Эльбса. Свою работу он опубликовал в 1884 году.
Однако Эльбс неправильно описал полученное вещество из-за недостатка знаний у химиков о структуре молекулы нафталина.

## Возможности
Реакция Эльбса позволяет синтезировать конденсированные ароматические соединения. Как показал Эльбс в 1884, можно получить антрацен при дегидратации. Также можно получать длинные полиароматические системы, например пентацен. Эта реакция проводится в две стадии: сначала получается дигидропентацен, который затем дегидрируется при использовании меди в качестве катализатора.
Ацилпроизводные, необходимые для этой реакции, могут быть получены по реакции Дильса-Альдера с хлоридом алюминия.

## Модификации
По реакции Эльбса также можно синтезировать гетероциклические соединения. В 1956 году была опубликована статья о реакции Эльбса для производного тиофена. Ожидаемый линейный продукт не был получен из-за изменения в механизме реакции после формирования интермедиата, который вызывает многочисленные свободнорадикальные стадии реакции.